# Invisible (álbum de Second)
Invisible es el tercer álbum de Second, y el que supuso su consagración definitiva como uno de los principales grupos indies de la escena española.
Invisible fue el primer álbum en el que Second incluyó canciones en castellano. Y la canción con el mismo nombre que el álbum sirvió como promoción para la marca de cerveza Estrella de Levante, en la que el grupo participó activamente.
Salió a la luz originalmente en octubre de 2005 publicado por Pulpo Negro Records, para posteriormente ser reeditado por DRO Atlantic añadiendo dos canciones y una pista con el vídeo del primer sencillo, Invisible.

## Temas
1. "Invisible".
2. "Her diary".
3. "Horas de humo".
4. "Fortune day".
5. "Algo".
6. "Nada te dirige".
7. "Tu inocencia intacta".*
8. "Erased world".
9. "No existen".*
10. "Línea imaginaria".
11. "On an island".

"Tu inocencia intacta" y "No existen" se incluyeron en la reedición.
El disco también incluye una pista interactiva con el vídeo musical de "Invisible", el primer sencillo.
- Datos: Q5919634